# 昭和40年台風第29号
昭和40年台風第29号（しょうわ40ねんたいふうだい29ごう、国際名：カルメン/Carmen）は、1965年（昭和40年）10月に発生した台風である。マリアナ海難を起こした事で知られる。

## 概要

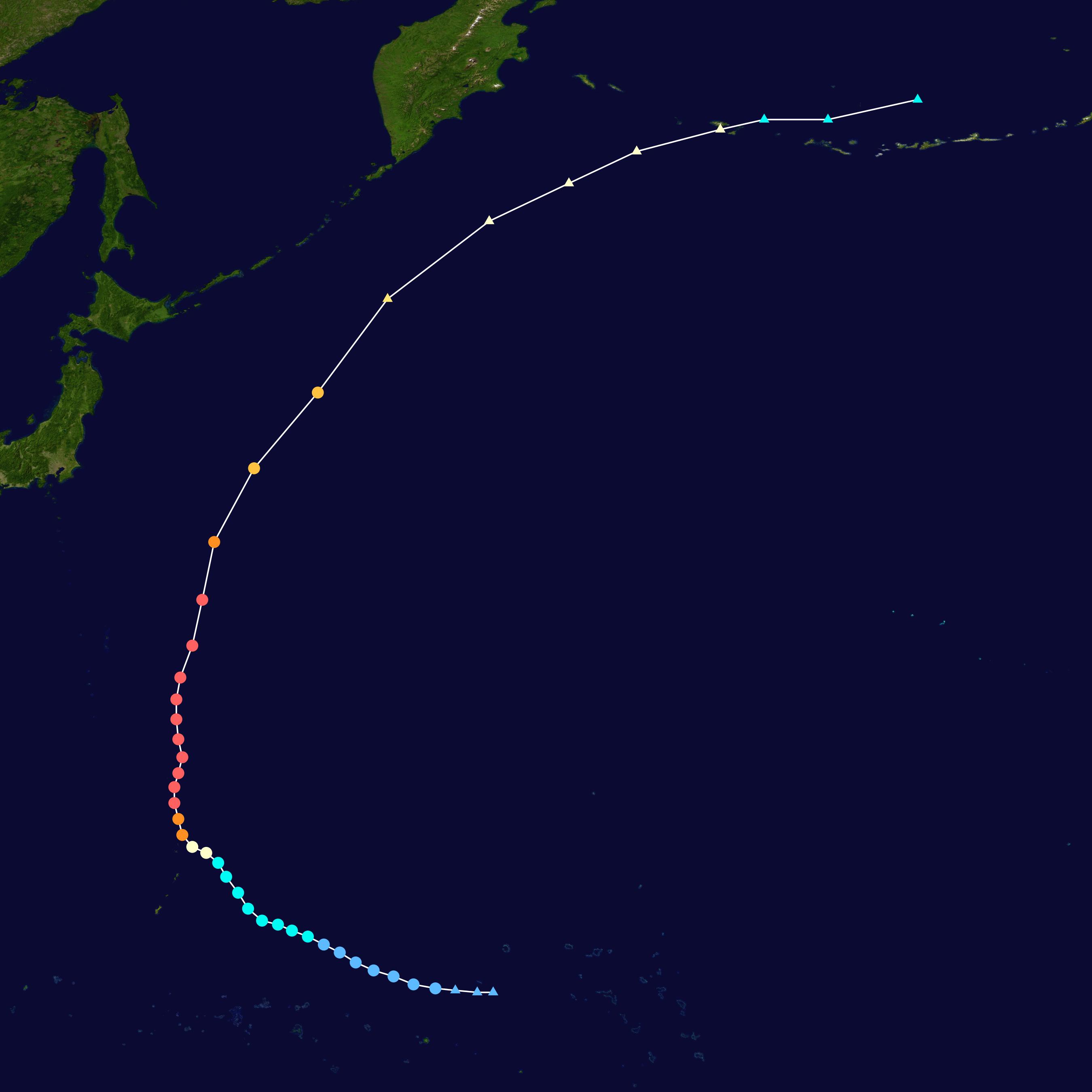
進路図

10月2日3時、エニウェトク島の西南西海上に「弱い熱帯低気圧（当時の用語。現在用いられる「熱帯低気圧」に相当する）」が発生、西北西に進んで、10月4日15時に北緯12度7分、東経151度2分で台風29号（カルメン/Carmen）となった。その後はあまり発達する事なく西寄りに進んでいたが、10月6日、マリアナ諸島中部付近に達した頃から急速に発達し始めた。即ち、6日3時には中心気圧970mb（ミリバール。当時の気圧の単位でhPaに同じ）、中心付近の最大風速30m/sであったものが7日3時には914mbまで発達し、最大風速も70m/sに達して最盛期を迎えている。同時に進路を西寄りから北に急転し、マリアナ諸島に沿って北上を始めた。その後29号は次第に衰弱し、速度を上げて関東の南東海上から三陸沖を通過、10月10日9時に北海道のはるか東海上（得撫島の南東の海上）、北緯43度3分、東経155度5分で980mbで温帯低気圧に変わった。
この台風は、マリアナ諸島で北に進路を変えてからはほぼそのまま北上し、明瞭な転向点は見られなかった。日本本土からははるかに離れた海上を通過したので、陸上での被害は報告されていないが、マリアナ諸島で日本漁船が遭難して多数の犠牲者が出た。

## マリアナ海難
10月7日、マリアナ諸島で漁業を行っていた日本のカツオ漁船とマグロ漁船の7隻が気象情報に反して進んできた台風第29号に巻き込まれる海難事故が発生した。台風は当初の気象情報ではアグリハン島から離れた海域を通過すると予想されており、遭難した漁船7隻はアグリハン島の西沖に停泊して台風の通過を待っていたが、台風は急発達しながら10月7日朝にアグリハン島に接近、通過したので、70m/s前後の暴風は東から南を経て西に急変し、停泊していた漁船7隻は台風の暴風にまともにさらされたうえ、風向の急変によって生じた激しい三角波を伴う巨浪を受け、1隻は沈没し、1隻は島に打ち上げられ大破、5隻は行方不明となった。台風通過後の捜索で3名が救助されたが、死者・行方不明209名を出す大惨事となって、当時の日本社会に衝撃を与えた。